# 墨谷渉
墨谷 渉（すみたに わたる、1972年10月17日 - ）は、日本の小説家。愛知県小牧市に生まれる。

## 来歴
春日丘高等学校、中部大学国際関係学部卒業。
2007年「パワー系181」で第31回すばる文学賞受賞してデビュー。2009年「潰玉」で第140回芥川賞候補。
現在、愛知県一宮市在住。東海テレビ社会人フェローの会の講師として講演活動。

## 著書

### 単行本
- 『パワー系181』（2008年1月、集英社、ISBN 9784087712063）
  - パワー系181（『すばる』2007年11月号）
  - 外伝―測量男の手記（『すばる』2008年1月号）
- 『潰玉』（2009年9月、文藝春秋、ISBN 9784163284903)　
  - 潰玉（『文學界』2008年12月号）
  - 歓び組合（『文學界』2009年6月号）

### 単行本未収録小説
- ハイオクゥ～（『すばる』2008年8月号）
- ナイトウ代理（『すばる』2009年4月号）
- その男、プライスレスにつき（『すばる』2009年10月号）
- カルテ（『群像』2009年12月号）
- 地蔵塚（『早稲田文学』3号(2010年2月)）
- きずな（『群像』2010年4月号）
- 造花の星（『すばる』2016年5月号）
- 日が沈む朝（『すばる』2017年6月号）